# Ouangolodougou (département)
Pour les articles homonymes, voir Ouangolodougou.
Le département de Ouangolodougou est un département de Côte d'Ivoire ayant pour chef-lieu la ville de Ouangolodougou. Il est situé à l'extrême nord du pays, à la frontière du Burkina Faso et du Mali.